# Mitotichthys
Mitotichthys is een geslacht van straalvinnige vissen uit de familie van zeenaalden en zeepaardjes (Syngnathidae).

## Soorten
- Mitotichthys meraculus (Whitley, 1948)
- Mitotichthys mollisoni (Scott, 1955)
- Mitotichthys semistriatus (Kaup, 1856)
- Mitotichthys tuckeri (Scott, 1942)